# トルテン川

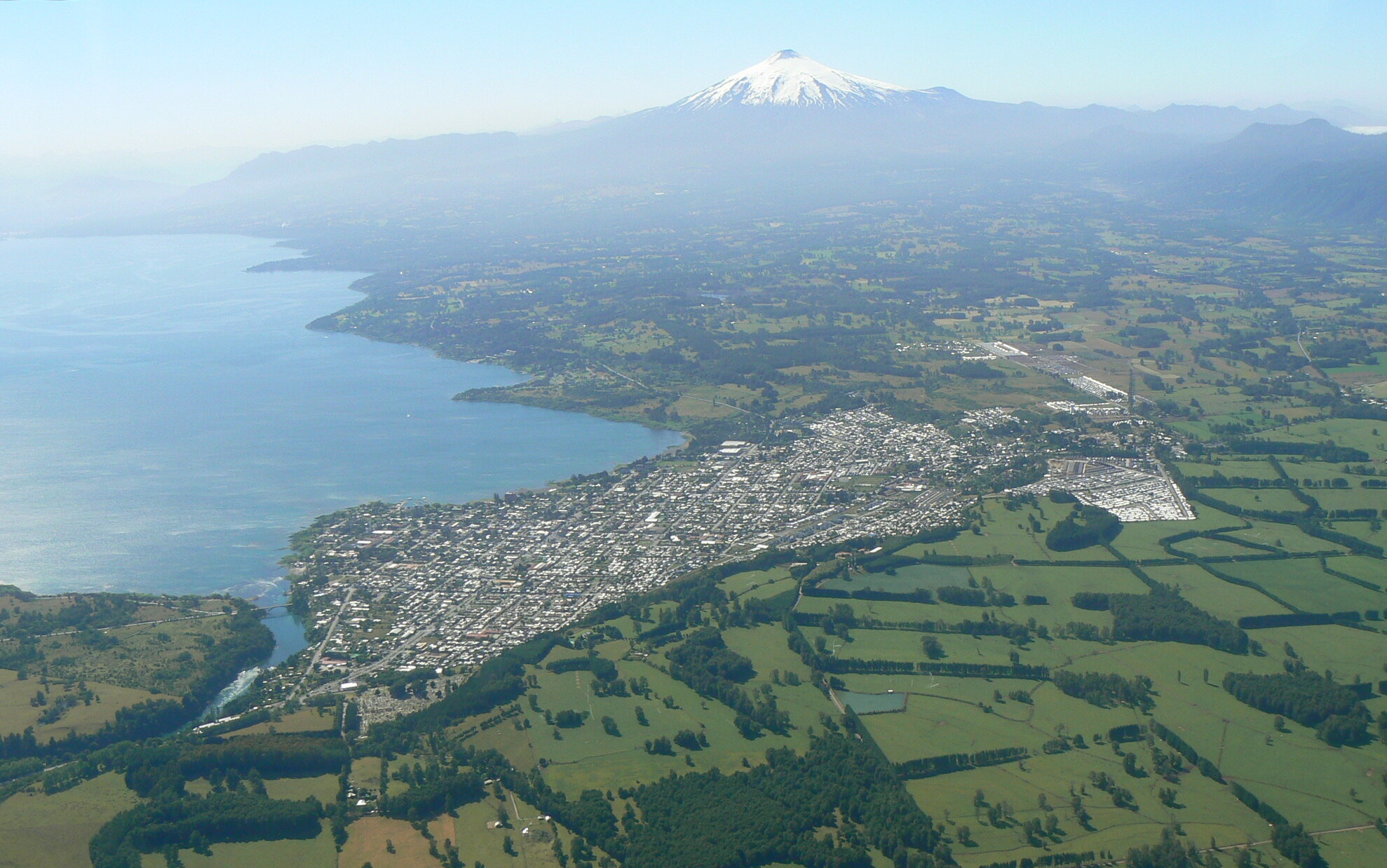
左下が川の源流

トルテン川（トルテンがわ、Río Toltén）は、チリのラ・アラウカニア州南部を流れる川。ヴィジャリカ湖を源流とし、川は一貫して西に流れ、最終的に太平洋に注いでいる。